# Ongendus
Ongendus también es el nombre danés para Ongenþeow y Angantyr.
Ongendus es el primer rey semi-legendario de los reinos vikingos de Dinamarca conocido gracias a la literatura contemporánea que ha sobrevivido hasta nuestros días. Probablemente fue monarca de una Dinamarca más poderosa y unificada que floreció a finales del siglo VII, partícipe en la construcción de la muralla defensiva conocida como Danevirke, cuyo gobierno estaba centralizado en Jutlandia y permaneció entre el año 200 y 600 de nuestra era, posiblemente a partir del año 400 los daneses también dominaron Kent y la isla de Wight.
Posiblemente fue el fundador de la ciudad de Ribe, y la construcción de la primera parte de la muralla defensiva de Danevirke entre 734 y 737.
Hacia 710, Willibrord de Utrecht visitó la tierra de los daneses durante el reinado de Ongendus y regresó con 30 muchachos para instruirlos en tareas misioneras. No hay más mención de la figura de Ongendus salvo una cita que le menciona como «más salvaje que cualquier otra bestia y más recio que una roca» — prácticamente el ideal de un hombre en la Era vikinga. En contra de la opinión de Willibrord, hay que considerar que no sería tan grotesco cuando aparentemente fue bien recibido, pudo viajar en paz en su territorio y regresó con discípulos, por lo que el comentario sobre Ongendus es posiblemente una exageración y una obligada acusación hacia cualquier gobernante pagano.